# 翼 (藍井エイルの曲)
「翼」（つばさ）は、藍井エイルの楽曲で、13枚目のシングル。2016年7月20日にSME Recordsから発売された。

## 音楽性
表題曲は、MBS・TBS系で2016年7月から8月に放送されたアニメ『アルスラーン戦記 風塵乱舞』オープニングテーマとなっており、10枚目のシングル「ラピスラズリ」以来の『アルスラーン戦記』シリーズのタイアップである。両楽曲のイメージとして、藍井は「ラピスラズリ」はゆらゆらとした炎であり、「翼」はメラメラと燃えているような力強さを持った楽曲と語っている。また歌詞のテーマは「自分の大切な人達が自分の周りにいるからこそ、大切な夢だったりとか目標だったりとか、掴みたい想いっていうものに近づいていける。迷ったりしても、大切な仲間達がいる事によって、目標を叶えたいっていう決意」というテーマであるとしている。

## シングルリリース
藍井のシングルとしては、前作「アクセンティア」から約4か月ぶりのリリースであり、通算13枚目のシングルである。また、無期限活動休止前最後のシングルであり、カップリングの「深い森」は、藍井が好きなアーティストのDo As Infinityが2001年に発表した楽曲のカバーとなっている。
CDは通常盤、初回生産限定盤、期間生産限定盤（アニメ盤）の3種リリースで、初回生産限定盤には表題曲のMVを収録したDVDが付属する。また、期間生産限定盤は、描き下ろしのアニメ絵柄ジャケットになっている。

## シングル収録内容
通常盤・初回生産限定盤
1. 翼 [3:24][1]
  - 作詞：Uki、作曲：山田竜平、編曲：加藤裕介
2. CARRY OUT [3:50][1]
  - 作詞：Eir、作曲・編曲：加藤裕介
3. 深い森 [4:26][1]
  - 作詞・作曲：D・A・I、編曲：黒須克彦
4. 翼 (Instrumental) [3:23][1]

DVD (初回生産限定盤のみ）
1. 翼 (MV)
2. 翼 (MV Making)

期間生産限定盤(アニメ盤）
1. 翼
2. CARRY OUT
3. 深い森
4. 翼 (TV size)

## 収録アルバム
| 曲名 | 収録アルバム | 発売日         | 備考           |
| ---- | ------------ | -------------- | -------------- |
| 翼   | BEST -E-     | 2016年10月19日 | ベストアルバム |